# Нива (Тверская область)
Нива — деревня в Нелидовском городском округе Тверской области.

## География
Находится в юго-западной части Тверской области на расстоянии приблизительно 21 км на север-северо-восток по прямой от города Нелидово.

## История
В 1859 году здесь (деревня Нивы Бельского уезда Смоленской губернии) было учтено 4 двора, в 1941 — 12. До 2018 года входила в состав ныне упразднённого Высокинского сельского поселения.

## Население
Численность населения: 33 человека (1859), 4 в 2002 году, 1 в 2010.